# Iron Maiden (album)
Iron Maiden is het debuutalbum van de Britse heavymetalband Iron Maiden en werd uitgebracht op 14 april 1980. Het is het enige album waar gitarist Dennis Stratton aan heeft meegewerkt. Eind 1980 verliet hij de band wegens verschil in muzikale smaak.

## Tracklist
1. Prowler (Steve Harris) - (3:55)
2. Remember tomorrow (Steve Harris, Paul Di'Anno) - (5:27)
3. Running Free (Steve Harris, Paul Di'Anno) - (3:16)
4. Phantom of the opera (Steve Harris) - (7:20)
5. Transylvania (Steve Harris) - (4:05)
6. Strange world (Steve Harris) - (5:45)
7. Charlotte the Harlot (Dave Murray) - (4:12)
8. Iron maiden (Steve Harris) - (3:35)

N.B.: Op latere cd-versies werd de single Sanctuary als extra nummer toegevoegd.
In 1995 werd de cd heruitgegeven met vier extra nummers.
1. Sanctuary (Harris, Murray, Di'Anno)
2. Burning ambition
3. Drifter live
4. I've got the fire live - (Ronnie Montrose)

## Bezetting
- Steve Harris bas
- Dave Murray gitaar
- Paul Di'Anno zang
- Clive Burr drums
- Dennis Stratton gitaar

## Single
Van dit album werd één single uitgebracht:
1. Running Free (8 februari 1980)